# جوانک رزمی‌کار
جوانک رزمی‌کار (به انگلیسی: The Martial Arts Kid) یک فیلم رزمی آمریکایی محصول سال ۲۰۱۵ به کارگردانی مایکل باومگارتن با بازی دون ویلسون و سینتیا روتراک در نقش یک زن و شوهر که برادرزاده خود را به سرپرستی قبول کردند و هنرهای رزمی را به او آموزش دادند که او به یک فرد قلدر تبدیل می‌شود. این فیلم برای پیام ضد آزار به شدت مورد انتقاد قرار گرفته‌است.